# 그리스전나무
그리스전나무(학명: Abies cephalonica)는 그리스 펠로폰네소스 지방과 케팔로니아섬의 산악 지대에서만 자생하는 전나무속에 속하는 상록 침엽수의 일종이다. 약 25-35m까지 자라지만 드물게는 40m까지 자라는 경우도 있다.